# Gio Petré
Gio Birgitta Petré, ursprungligen Ann-Marie Birgitta Bengtsdotter Petré, tidigare även Petré Thunholm och Marmstedt, född 1 november 1937 i Tureberg i Sollentuna, är en svensk skådespelerska.

## Biografi
Petré filmdebuterade 1955 i Ragnar Frisks film Flottans muntergökar, samma år som hon började på Dramatens elevskola. Hon medverkade i ett 25-tal filmer, men avbröt filmkarriären i början på 1970-talet.
Under 1970-talet verkade hon som politisk opinionsbildare på högerkanten och förde tillsammans med sin sambo Alf Enerström en kampanj mot Olof Palme. Gio Petré och Alf Enerström var under åren 1974–1976 aktiva i Kristdemokraterna. De värvades av Alf Svensson och fungerade som dragplåster och affischnamn åt Kristdemokraterna och Alf Svensson under några valrörelser.
Hon var först gift med producenten och regissören Lorens Marmstedt från 1962 till dennes död 1966. Därefter var hon sambo under 27 år med läkaren Alf Enerström, varpå hon år 2000 gifte sig för andra gången med bankdirektören Lars-Erik Thunholm, som avled 2006.
Gio Petré hade tillsammans med Marmstedt två barn, som bägge omkom i en husbrand strax efter dennes död. Tillsammans med Enerström har hon barnen Vanessa Petré (f. 1972), Tatjana Skårman Petré (f. 1973), Angela Petré Strecker (f. 1975) och Johan Petré (f. 1981).

## Filmografi
- 1955 – Flottans muntergökar
- 1956 – Sceningång
- 1956 – Gorilla
- 1957 – Smultronstället
- 1958 – Mannekäng i rött
- 1959 – Ryttare i blått
- 1960 – Sommar och syndare
- 1960 – Tärningen är kastad
- 1961 – Pärlemor
- 1962 – Vita frun
- 1962 – Vaxdockan
- 1963 – Adam och Eva
- 1964 – Älskande par
- 1965 – Kattorna
- 1966 – Adamsson i Sverige
- 1967 – Den onda cirkeln
- 1967 – Roseanna
- 1968 – Jag – en kvinna 2
- 1968 – Vindingevals
- 1968 – ...som havets nakna vind
- 1968 – Fanny Hill
- 1968 – Bamse
- 1968 – Daddy, Darling
- 1970 – Ann och Eve – de erotiska

### TV-produktioner
- 1959 – En skugga
- 1960 – Diana går på jakt
- 1974 – Gustav III

## Teater

### Roller
| År   | Roll               | Produktion                                                      | Regi             | Teater                  |
| ---- | ------------------ | --------------------------------------------------------------- | ---------------- | ----------------------- |
| 1960 | Electrical girl    | Kvartetten som sprängdes Birger Sjöberg                         | Åke Falck        | Skansens friluftsteater |
| 1960 | Teresa             | Gisslan (The Hostage) Brendan Behan                             | Per-Axel Branner | Dramaten                |
| 1961 | Blanche av Spanien | Kung John (The Life and Death of King John) William Shakespeare | Alf Sjöberg      | Dramaten                |
| 1961 | Ingrid             | Kattorna Walentin Chorell                                       | Mimi Pollak      | Dramaten                |

## Radioteater

### Roller
| År   | Roll            | Produktion                              | Regi            |
| ---- | --------------- | --------------------------------------- | --------------- |
| 1960 | Liza            | Han som sålde sin fru David Tutaev      | Staffan Aspelin |
| 1960 | Electrical Girl | Kvartetten som sprängdes Birger Sjöberg | Åke Falck       |